# 東軟グループ
東軟グループ（とうなんグループ、中国語：東軟集団、英語名：Neusoft GroupまたはNeusoft Corporation）は中国最大のソフトウェア開発・ITサービス会社で、本社は遼寧省瀋陽市にある。1991年に瀋陽にある東北大学 (中国)の教授、劉積仁博士（英語名：Liu Jiren、現在は代表取締役会長兼CEO）が起業し、1993年に設立した会社で、当初日本のアルパインおよび東芝がプロジェクトを出して育て、1996年からは中国のソフトウェア会社としては初めて上海証券取引所に上場している。中国以外には、子会社が日本（Neusoft Japan株式会社）と米国にあり、事務所が中東とヨーロッパにある。

## 簡単な沿革
- 1988年、東北工学院（のちの東北大学 (中国)）の劉積仁教授が2人の研究者とソフトウェア研究室を開設。翌年、日本のアルパインとソフトウェア開発の業務提携を結ぶ。翌々年、コンピュータ・ソフトウェア開発センターが発足。
- 1991年、東北工学院オープン・ソフトウェア・システム開発公司が発足し、アルパインと合弁の東工アルパイン・ソフトウェア研究開発有限公司を設立。

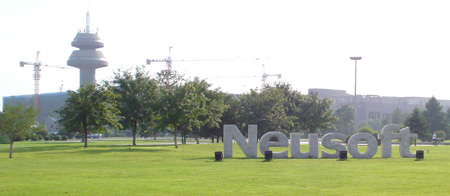
東軟グループ　瀋陽本社・開発センター

- 1995年、東大ソフトウェアパークを着工し（右の写真）、また東北大学コンピュータ映像センターの下に、CTスキャナーなどの医療機器分野に進出。
- 1996年、日本の東芝と合弁で東東システム・インテグレーション有限公司を設立。また「東北大学軟件集団有限公司」の設立を発表し、6月18日、東大アルパイン・ソフトウェア股份有限公司を上海証券取引所に上場し、中国ソフトウェア企業として国内で初めての上場となった。
- 2000年、東軟信息学院（東軟情報大学）を大連に建設。
- 2006年、SAPとインテルが東軟グループに投資し、戦略パートナーとなった。

## 主要な業務

### ソフトウェア開発 ＆ ITサービス
東軟グループのおもな業務は、中国国内の各地の営業所を通じて、主要企業のIT関係業務をサポートして、中国最大のシステムインテグレーターとして、他社製および自社製のソフトウェアのインストール・カストマイズ・テスト・運営などを通して顧客にソリューションを提供している。顧客は電力、電信、市・省・地方レベルの自治体、社会保険、金融、教育など多岐の分野に及ぶ。
また、海外、特に日本の企業からのソフトウェア開発のアウトソーシング（外注）を受けるのも、業務の大きな柱の一つになっている。（ITO） データ入力、コールセンター、あらゆる間接業務も、日本語・韓国語・英語・中国語で行なっている。（BPO）
- 中国内の主な取引先

青島ハイアール、中国移動通信、国家税務総局、春藍通風設備有限公司、東北大学（中国）など
- 中国外の取引先

アルパイン、東芝、フィリップス、ジェネラル・サービシーズ、日立公共システム、KDDI、みずほ情報総研、損保ジャパン

#### 瀋陽本社・開発センター
遼寧省瀋陽市の町の中心から青年大街を南へ、渾河を渡ったところの渾南新区に本社兼開発センターを置いている。

#### 大連開発センター

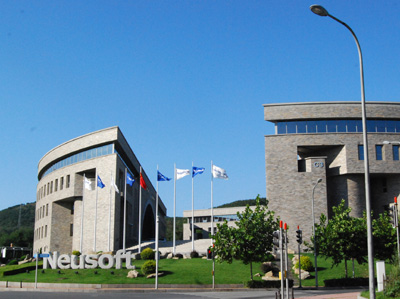
東軟グループ　大連開発センター

大連の大連ソフトウェアパーク内に日本向け開発センターを開設している。（右の写真）

### 医療機器
CTスキャナーなどの医療機器の開発・製造・販売・システム設置も行なっている。

### 東軟信息学院
東軟グループが60パーセント、大連ソフトウェアパーク㈱が40パーセント出資で民間大学（私立大学）、東軟信息学院（東軟情報大学、英語：Neusoft Institute of Information）を大連、南海（広東省仏山市南海軟件園内、広州市近く）、成都（都江堰市青城山）に開設している。大連校舎は年間4千人の学生を入れており、専攻は情報科学、情報管理、組込みソフト開発、アニメーション、英語、日本語などである。

## 日本子会社
日本に東軟グループが100パーセント出資の子会社がある。

NEUSOFT Japan株式会社

東京都江東区有明3-6-11　TFTビル 東館7階